# Arseniusz (prawosławny patriarcha Antiochii)
Arseniusz – prawosławny patriarcha Antiochii w latach 1285–1293.